# Ганс Карпф
Ганс Карпф (нім. Hans Karpf; 14 травня 1916, Саарбрюкен — 6 квітня 1943, Атлантичний океан) — німецький офіцер-підводник, корветтен-капітан крігсмаріне.

## Біографія
5 квітня 1935 року вступив на флот. З березня 1939 року — офіцер взводу на лінкорі «Гнайзенау». З серпня 1940 року — офіцер групи служби ВМС в Кале. З жовтня 1940 по березень 1941 року пройшов курс підводника. З 17 квітня 1941 року — 1-й вахтовий офіцер на підводному човні U-566. В листопаді 1941 року пройшов курс командира човна. З 30 листопада 1941 по 22 червня 1942 року — командир U-10, з 23 липня 1942 року — U-632, на якому здійснив 2 походи (разом 71 день в морі). 6 квітня 1943 року U-632 був потоплений в Північній Атлантиці південно-західніше Ісландії (58°02′ пн. ш. 28°42′ зх. д.) глибинними бомбами британського бомбардувальника «Ліберейтор». Всі 48 членів екіпажу загинули.
Всього за час бойових дій потопив 2 кораблі загальною водотоннажністю 15 255 тонн.
| Дата          | Назва корабля | Тип               | Тоннаж | Вантаж                                                                                | Екіпаж | Загинули | Країна             | Конвой |
| ------------- | ------------- | ----------------- | ------ | ------------------------------------------------------------------------------------- | ------ | -------- | ------------------ | ------ |
| 3 лютого 1943 | Cordelia      | Тепловий танкер   | 8,190  | 12 000 тонн адміралтейського мазуту                                                   | 47     | 46       | Британська імперія | HX-224 |
| 6 квітня 1943 | Blitar        | Торговий пароплав | 7,065  | 7500 тонн генеральних вантажів, включаючи волову шкіру, добрива і продукти харчування | 80     | 26       | Нідерланди         | HX-231 |

## Сім'я
Був одружений. 18 березня 1943 року народилась дочка Інге. В 1981 році вона звернулась до письменника і співробітника Національного архіву США Тімоті Маллігана, щоб той встановив, чи Карпф, який на той момент був в останньому поході, дізнався про народження дочки. Малліган перевірив розшифровані повідомлення, які командування підводного флоту передало на U-632, і знайшов серед них наступне: «Дочка героя народилась 18 березня. Вітаємо.» Отже, за 2 тижні до смерті Карпф дізнався, що став батьком.

## Звання
- Кандидат в офіцери (5 квітня 1935)
- Морський кадет (25 вересня 1935)
- Фенріх-цур-зее (1 липня 1936)
- Оберфенріх-цур-зее (1 січня 1938)
- Лейтенант-цур-зее (1 квітня 1938)
- Оберлейтенант-цур-зее (1 жовтня 1939)
- Капітан-лейтенант (1 листопада 1942)
- Корветтен-капітан (1 квітня 1943)

## Нагороди
- Медаль «За вислугу років у Вермахті» 4-го класу (4 роки)
- Німецька імперська відзнака за фізичну підготовку
- Нагрудний знак флоту
- Залізний хрест 2-го класу
- Нагрудний знак підводника